# Brovægt
En brovægt er en vægt beregnet til at veje køretøjer.
Brovægten består af en platform, der enten er opstillet oven på terrænet eller nedsænket i en vejegrav. Industrielt er vægten normalt bygget til lastbil- og traktorvogntog, og derfor er den typisk minimum 18 m lang for at et vogntog i fuld længde kan vejes på en enkelt vejning. Den kan dog også ses som mindre, hvor man f.eks vejer hhv. forvogn / påhængsvogn enkeltvis. 
I de senere år er der dog kommer flere vægte på markedet, som er beregnet til personbiler og som derfor sjældent er længere end en stor personbil. Disse ses især på genbrugspladser og lignende steder med primær personbilstrafik.
Platformen hviler på 4 vejeceller (Strain gauge) – en i hvert hjørne. Mange vægte er opbygget af moduler, og her er hvert modul opstillet på egne vejeceller. Der eksisterer endnu mekaniske vægte, der vejer et helt vogntog ind på en traditionel skala med viser, men i de sidste mange år har det almindeligste været at man fik en elektronisk vægt. De fleste brovægte kan veje så præcist som halve eller hele kilo, men den danske lovgivning kræver, at den samlede kapacitet på vægten opdeles i et maksimalt antal vægtinddelinger, og man ser derfor ofte at brovægte vejer i 20 eller 25 kg intervaller.